# Betty Boop
Betty Boop är en amerikansk animerad figur, vars kvinnliga drag är ytterst framhävda, känd för sin catchphrase Boop-boop-be-doo. Hon skapades 1930 av animatören Max Fleischer och hans animationsstudio Fleischer Studios för kortfilmsserien Talkartoons, producerad åt Paramount Pictures. Betty Boop blev dock snabbt en publikfavorit och redan 1932 fick hon sin egen filmserie, som fram till 1939 kom att omfatta 89 filmer. Utöver detta medverkade hon även i ett tiotal filmer i ännu en av Fleischer filmserier, Screen Songs, mellan åren 1931 och 1933. Periodvis har hon även figurerat som seriefigur. Flera röstskådespelerskor har spelat Betty Boop, men mest förknippad med rollen är Mae Questel.

## Filmerna

### Ursprunget
Inspiration till Betty Boop har sagts vara Clara Bow och/eller Helen Kane (Kane stämde senare utan framgång Fleischer för plagiat). Betty Boop var den första kvinnliga hjältinnan inom de amerikanska animerade kortfilmerna, och syntes för första gången i filmen Dizzy Dishes från 1930. Här hade hon dock ännu inte fått sitt idag klassiska utseende, utan porträtterades här som en pudel. Under det första året gjordes hennes röst av olika skådespelare, innan Mae Questel fick rollen 1931.
Först i filmen Any Rags, från 1932, utvecklades Betty till en människa - hennes hundöron ersattes av långa örhängen, och pälsen blev en vältrimmad frisyr. Under dessa första år var hon enbart en bifigur, flickvän till Fleischer-studions dåvarande stjärna, hunden Bimbo (som dock snart försvann), och hon gick under namn som Nancy Lee och Nan McGrew. Sitt slutgiltiga namn fick hon 1932 i filmen Stopping the Show, som också blev den första filmen i Betty Boops egen filmserie.

### Framgången
En stor del av Betty Boops framgång har hävdats bero på att filmerna spelade mycket på hennes sexualitet; på 1930-talet var den animerade filmen ännu inte vigd åt barnpubliken, vilket inte minst Fleischers filmer visar. Betty Boops sexualitet kom att utvecklas framför allt av Max Fleischers bror Dave Fleischer. Till skillnad från andra samtida animerade kvinnor, som Mimmi Pigg, fick Betty Boop framhävd byst, välsvarvad kropp, stora fladdrande ögonlock och minimala kläder. Dock var animatörerna noga med att inte gå för långt – figurens oskuldsfullhet var också ett viktigt inslag i hennes personlighet – och hon framställdes aldrig som ett hjälplöst offer, utan som fullt kapabel att ta vara på sig själv.
Ytterligare en av orsakerna till filmernas framgång har hävdats vara musiken – ofta bestod soundtracket av samtidens populära jazzmusik – bland de musiker som medverkade i serien märks bland andra Cab Calloway, Louis Armstrong, Rudy Vallee och Ethel Merman.

### Nedgång och fall
Redan 1934 stötte dock Betty Boop-filmerna på problem, ironiskt nog tack vare det som gjort dem så populära – den amerikanska filmcensuren lanserade sin så kallade Production Code som uttryckte vad som ansågs moraliskt acceptabelt i Hollywoods filmer. Detta fick som följd att Bettys kjol blev längre och urringningen krympte, hennes frigjorda livsstil tonades ner och hon kom allt mer att porträtteras som en hemmafru - dock fortfarande singel. I syfte att försöka rädda hennes popularitet parades hon ihop med seriehjälten Karl-Alfred, något som dock fick motsatt verkan, då det visade sig att han blev tillräckligt populär för att bära sin egen filmserie, och studions arbete med Betty Boop började komma i andra hand.
Studions vikande intresse för Betty Boop blev än tydligare i och med det färgfilmens intåg. Medan Karl-Alfred-filmernas popularitet visade sig vara stark nog för att upprätthålla produktionen och så småningom övergå till färg, lyckades inte Betty Boop göra det samma. Den 89:e och sista filmen i serien visades 1939, och då hade hon endast gjort ett enda framträdande i färg – i filmen Poor Cinderella från 1934.

### Efter 1930-talet
Efter att TV-mediet slagit igenom började Betty Boop-filmerna att visas på nytt, många gånger i färglagda versioner, och 1974 och 1980 producerades två långfilmer – The Betty Boop Scandals och Hurray for Betty Boop – som samlar utvalda kortfilmer, men helt saknar nyanimerat material.
1988 gjorde hon en mindre comeback i Vem satte dit Roger Rabbit där hon – tecknad i svartvitt – pratade om hur hon i motsats till många andra tecknade figurer inte lyckades klara av omställningen till färgfilm, en referens till skådespelare i Hollywood som inte klarade av övergången från stumfilm till ljudfilm.
Vid mitten av 1990-talet fanns långtgående planer att animatören Jerry Rees skulle producera en långfilm med Betty Boop, men dessa avbröts innan de hunnit fullbordas.

## Tecknade serier
Seriestrippar med Betty Boop har producerats i två omgångar – dels en producerad av Fleischer själv under åren 1934 till 1937, och dels Betty Boop and Felix av Mort Walkers söner Brian Walker, Ned Walker, Greg Walker, och Morgan Walker, under åren 1984 till 1987. I den sista medverkar hon tillsammans med en annan klassisk animerad figur – Katten Felix.

## Filmografi i urval
- 1932 – Stopping the Show (med Fanny Brice och Maurice Chevalier)
- 1932 – Bettys bussiga bullar (Betty Boop's Bizzy Bee)
- 1932 – Bettys patentmedicin (Betty Boop, M.D.)
- 1932 – Betty Boop's Bamboo Isle
- 1932 – Betty Boop's Ups and Downs
- 1932 – Betty som president (Betty Boop for President)
- 1932 – I'll Be Glad When You're Dead You Rascal You (musik av Louis Armstrong)
- 1932 – Betty Boop's Museum
- 1933 – Betty Boop's Ker-Choo
- 1933 – Bettys tokiga uppfinningar (Betty Boop's Crazy Inventions)
- 1933 – Is My Palm Read?
- 1933 – Betty Boop's Penthouse
- 1933 – Snow-White (musik av Cab Calloway)
- 1933 – Betty Boop's Birthday Party
- 1933 – Betty Boop's May Party
- 1933 – Betty Boop's Big Boss
- 1933 – Mother Goose Land
- 1933 – Popeye the Sailor
- 1933 – The Old Man of the Mountain (musik av Cab Calloway)
- 1933 – I Heard (musik av Don Redman)
- 1933 – Morning, Noon and Night (musik av Rubinoff)
- 1933 – Betty Boop's Hallowe'en Party
- 1933 – Parade of the Wooden Soldiers (musik av Rubinoff)
- 1934 – She Wronged Him Right
- 1934 – Bettys hemska dröm (Red Hot Mamma)
- 1934 – Ha! Ha! Ha!
- 1934 – Betty i drömmarnas land (Betty in Blunderland)
- 1934 – Betty Boop's Rise to Fame
- 1934 – Betty Boop's Trial
- 1934 – Betty Boop's Life Guard
- 1934 – Poor Cinderella
- 1934 – There's Something About a Soldier
- 1934 – Betty Boop's Little Pal
- 1934 – Betty Boop's Prize Show
- 1934 – Keep in Style
- 1934 – When My Ship Comes In
- 1935 – Betty Boop på långresa (A Language All My Own)